# Тиберій Клавдій Помпеян
Тиберій Клавдій Помпеян (лат. Tiberius Claudius Pompeianus; 125 —193) — державний та військовий діяч Римської імперії, консул 173 року.

## Життєпис
Походив зі стану вершників. Вів свій родовід із Антіохії.
У 161 році був імператорським легатом-пропретором провінції Верхня Паннонія. Брав активну участь у війні із Парфією у 161—164 роках. У 164 році його призначено імператорським легатом—пропретором до провінції Нижня Паннонія. У 166 році розбив плем'я лангобардів, яке вдерлося до провінції. У 167 році став консулом-суффектом разом із Луцієм Семпронієм Гракхом. У 168 році значно сприяв захисту імперії проти вторгнення маркоманів.
Своє становище в імперії Тиберій Помпеян ще більше посилив після одруження у 169 році з донькою імператора Марка Аврелія Аннією Луциллою. Марк Аврелій навіть запропонував Помпеянові титул Цезаря, але той відмовився. У 170 році брав участь у захисті північної Італії від нападу германців. У 173 році призначено консулом разом із Гнеєм Клавдієм Севером. Брав активну участь у Маркоманській війні.
Після смерті Марка Аврелія виступав проти політики нового імператора Коммода, який не бажав продовжувати війну проти маркоманів. У 182 році, незважаючи на змову дружину Аннії Луцилли проти імператора, останній зберіг йому життя. Втім відійшов від державних справ. Після вбивства Коммода відмовився від влади на користь Дідія Юліана.